# Marie-Thérèse Pinaut

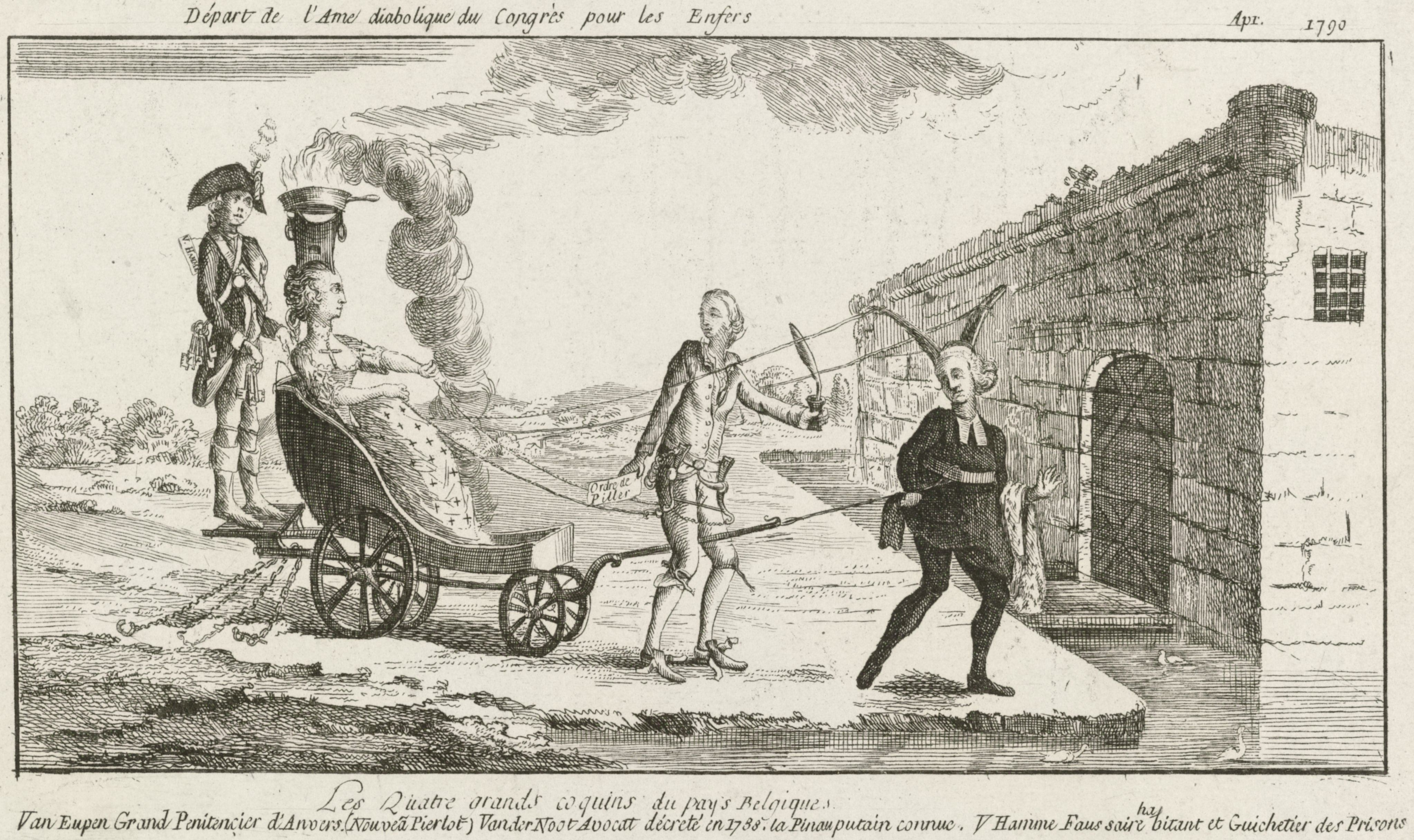
La Pinau, "bekende hoer", heeft Hendrik van der Noot en Petrus van Eupen voor haar kar gespannen. Anonieme spotprent uit april 1790.

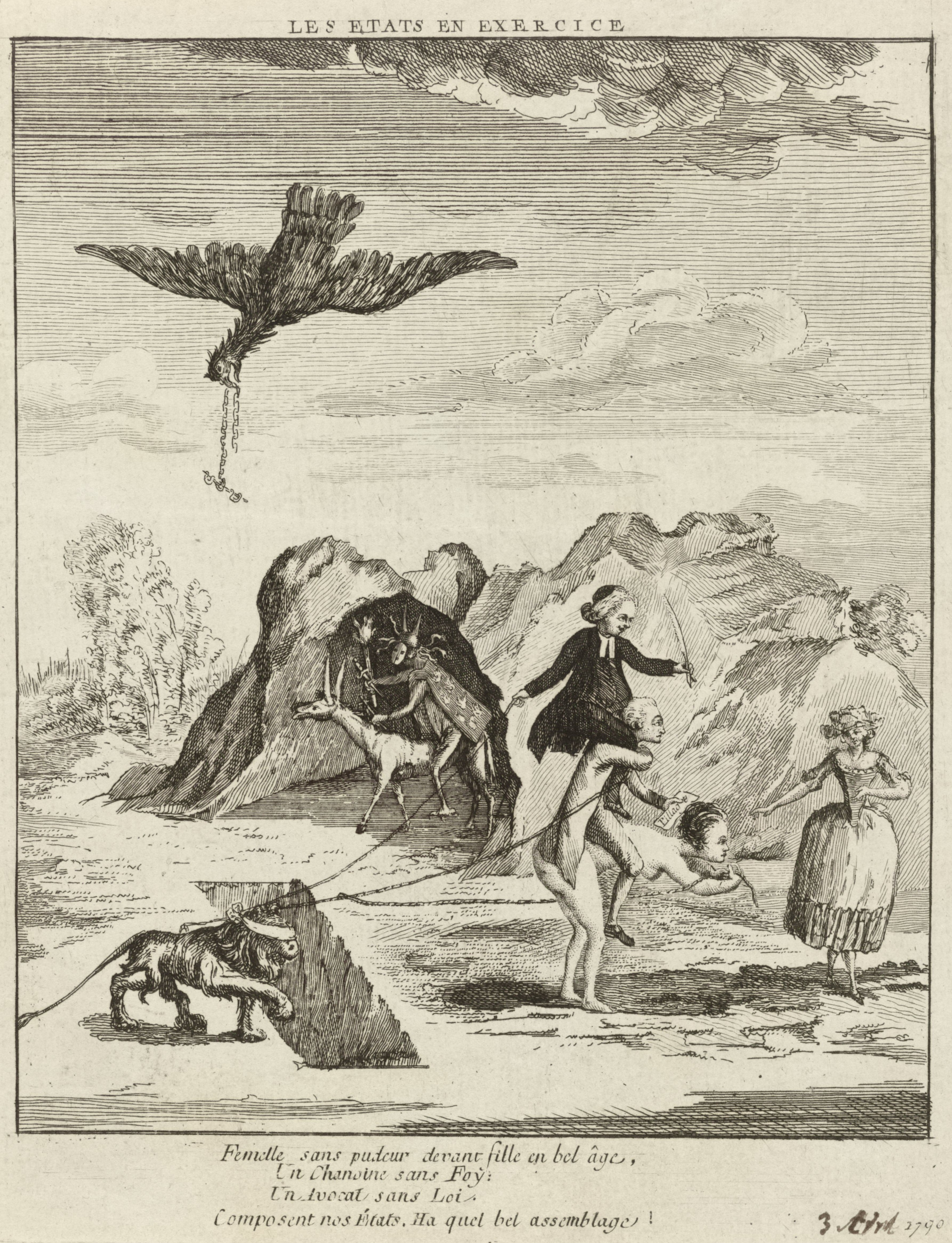
Vonckistische spotprent uit april 1790: een naakte Pinaut draagt Hendrik van der Noot en Petrus van Eupen op haar rug. Verleid door een mooi meisje (haar dochter Marianne) leidt het trio een geblinddoekte Belgische leeuw naar een kuil. De Oostenrijkse adelaar daalt uit de lucht neer met de handboeien. Het onderschrift stelt sarcastisch dat staten bestaan uit een mooi samenraapsel: "een vrouwtje zonder schroom", "een kanunnik zonder geloof" en "een advocaat zonder wet".

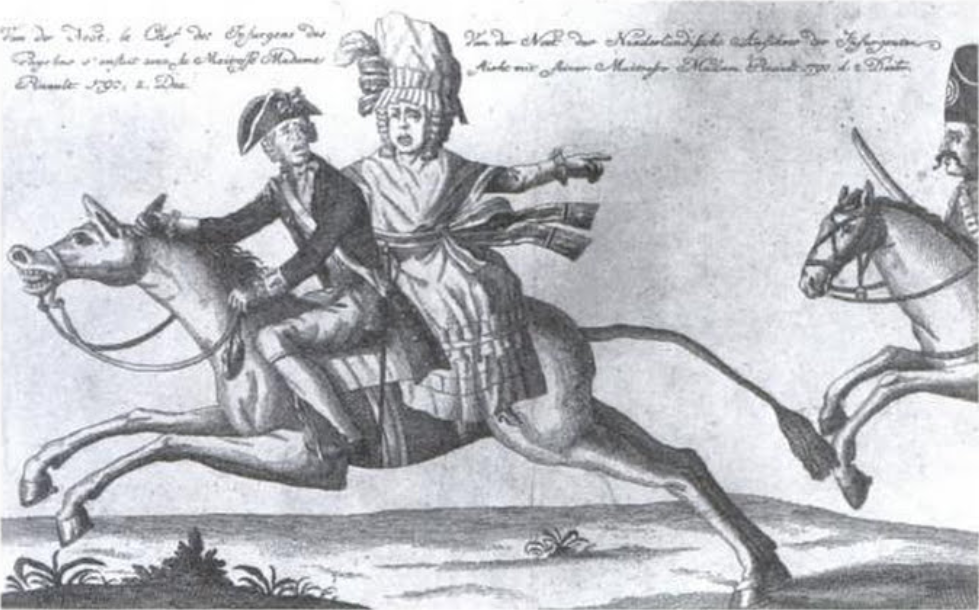
Van der Noot en Pinaut vluchten na het ineenstorten van de Verenigde Nederlandse Staten, op de hielen gezeten door de gendarmerie.

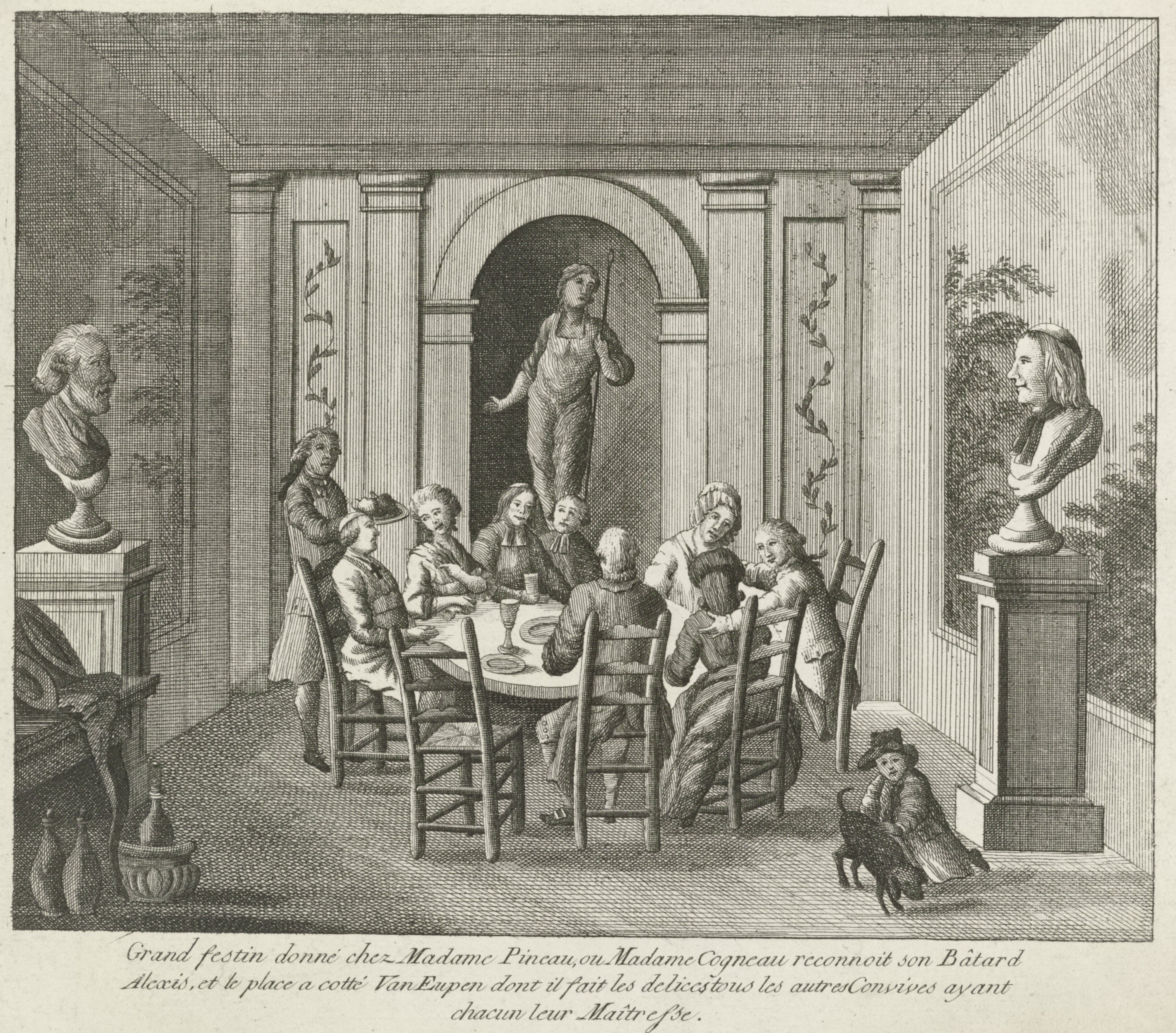
Illustratie uit de fantaisistische wraakerotiek van Robineau (Les masques arrachés, 1791, blz. 74): op een feestmaal bij haar thuis laat Madame Pineau een jonge minderbroeder bij kanunnik Van Eupen op de schoot kruipen.

Marie-Thérèse Pinaut alias Jeanne de Bellem (Namen, 1 maart 1734 –  Amsterdam, 12 oktober 1805) was een prominent figuur in de Brabantse Omwenteling van 1789 en tijdens de Verenigde Nederlandse Staten. Ze zette zich in voor de zaak van de statisten en was maîtresse en titre van hun leider Hendrik van der Noot. Als zodanig was Mademoiselle de Bellem, populair La Pinaut, een geliefkoosd doelwit van de keizerlijke en de vonckistische propaganda. In 1791 vluchtte ze naar Nederland, waarna ze tussen de coulissen van de geschiedenis verdwenen is. Aan haar sleutelrol in het geheime informatienetwerk rond Van der Noot dankte ze haar bijnaam 'Pompadour van de Nederlanden'.

## Levensloop
Het leven van Pinaut/Bellem vóór 1787 is hoofdzakelijk bekend uit semi-fictieve biografieën van vijanden als Robineau, waarin ware elementen verwerkt zijn om de leugens meer geloofwaardigheid te geven. De grootste omzichtigheid is dus geboden. Jeanne wordt gepresenteerd als de dochter van een sloffenmaker Jacques en een naaister Marianne. Op korte tijd ging het gezin ten onder. Haar moeder werd betrapt bij het stelen van legerzakdoeken die aan een waslijn hingen te drogen, en kreeg een afstraffing waar ze aan bezweek. Vader Jacques werd blind en raakte aan de bedelstaf. Op haar vijftiende knoopte Jeanne een verhouding aan met een sergeant. Twee jaar later verhuisde ze naar Brussel en ging ze werken in een cabaret-bordeel van de Bloemenstraat. Dit spoort niet met de bevolkingsregisters, waarin ze pas vanaf 1760 opduikt. Ofwel kwam ze op latere leeftijd naar Brussel, ofwel leefde ze er enige jaren zonder zich in te schrijven.
Ze trok in elk geval de aandacht van burggraaf Alexandre Bertout de Carillo, genaamd Quenonville. Deze zestiger installeerde haar op zijn landgoed in Laken en stelde haar in staat om te leren wat ze nodig had om zich in hogere kringen te begeven. De twee kinderen van Quenonville mochten haar aanspreken als Mademoiselle de Bellem en kregen te horen dat ze een wees van goede komaf was. Maar Jeanne raakte zwanger en verhuisde naar haar oude buurt (Koolstraat), waar haar dochter Marianne geboren werd (waarschijnlijk in 1766). Na de dood van Quenonville had ze een verhouding met zijn zoon Guillaume-François, mogelijk de vader van haar kind. Dit was geen lang leven beschoren. Jeanne bleef aangetrokken tot het galante stadsleven en knoopte liefdesrelaties aan met de kersverse licentiaat rechten, Hendrik van der Noot, en met de beeldhouwer Augustin Ollivier. Over de volgorde bestaan uiteenlopende versies, maar uiteindelijk stierf Ollivier op jonge leeftijd en werd ze Van der Noots officiële minnares (in die tijd een herkende, zij het niet altijd aanvaarde, positie). Gedurende vele decennia zou ze aan de zijde van haar cher Henri blijven en geleidelijk haar onstuimige leven achter zich laten, tot er rond 1787 deining ontstond uit een andere hoek.
Het Oostenrijkse gezag begon te wankelen onder druk van de nationaal-conservatieve agitatie van de statisten, waarbij Van der Noot zich met zijn scherpe tong opwierp als hun voorman. Pinaut stond pal naast hem en begon opruiende pamfletten te schrijven die ze met haar dochter ronddeelde. In berijmde verzen riep ze het volk op om het Oostenrijkse juk af te werpen en het voorbeeld van de Verenigde Staten te volgen ("Peuple belgique / Cour tyrannique / Faisons comme l'Amérique"). Ze liep in de kijker van de geheime dienst. Een agent van het Oostenrijkse gezag die haar in januari 1788 benaderde, kon enkel de fermheid van haar overtuigingen aan zijn oversten rapporteren. In mei werd ze betrapt bij het uitdelen van vlugschriften en aangehouden. Van der Noot nam als advocaat haar verdediging op zich en ging haar dagelijks opzoeken in de Hallepoortgevangenis. Men stelde voor om hem hiervoor op te pakken, maar gevolmachtigd minister Ferdinand von Trauttmansdorff meende dat dit de rechten van verdediging zou schenden. Finaal werd het Van der Noot toch te heet en zocht hij een veilig heenkomen in Londen. Door de Staten van Brabant tot gevolmachtigd agent van het Brabantse volk verklaard, presenteerde hij zich in verschillende Europese hoofdsteden. Via hun netwerk kon Pinaut vanuit de gevangenis toch corresponderen met Van der Noot. In zijn te zeldzame antwoorden had hij het onder meer over het fletse bier en de platgekookte groenten in Engeland. Pinaut wees hem terecht op haar eigen wijze: "Ik heb je geschreven dat ik goed ziek geweest ben, ik heb je niet geschreven dat ik dood was." Uiteindelijk werd ze op 3 december vrijgelaten, officieel om gezondheidsredenen maar wellicht ook in een poging van het regime om met een verzoenend gebaar de zaken te kalmeren. Dat effect bleef uit, en in februari 1789 werd Pinaut terug gearresteerd voor het verspreiden van anti-regeringssatire. Ze kwam op 20 juni 1789 vrij uit voorhechtenis bij gebrek aan bewijs.
Enkele maanden later brak de glorietijd van de opstandelingen aan. Het comité van Breda verzamelde een legertje, kondigde het Manifest van het Brabantse Volk af, trok vanuit de Kempen de grens over en wierp tot ieders verbazing het Oostenrijkse gezag omver. Op 18 december 1789 hield het comité een triomfantelijke intocht in Brussel. Enigszins ontstemd stelden ze vast dat de grootste toejuichingen Van der Noot ten deel vielen, terwijl de strijd grotendeels door vonckisten was gewonnen. Met Pinaut naast zich reed Van der Noot in een open koets naar de Muntschouwburg, waar hij letterlijk gelauwerd werd. Brieven van Pinaut uit deze drukke periode geven blijk van een droge humor. Namens haar dochter dankt ze Van der Noot voor zijn aanbod om pastelverf uit Lausanne te sturen en deelde ze mee dat Marianne het "met erkentelijkheid zal aanvaarden, als ze niet te duur is". Enkele weken later schreef ze: "Mijn dochter steekt u nu eens een oog, dan de mond, dan de neus, kortom ze gaat elk ogenblik met haar vingers over uw gezicht. U begrijpt me. Het is dat ze uw portret kopieert."
Van der Noots partij haalde de bovenhand en voor even werd hij de machtigste man van het land. In juli 1790 organiseerde zijn achterban een nieuwe viering in de Muntschouwburg, waarop een koor te horen was dat de verzen van Pinaut te berde bracht. Voor het overige trad de first lady nochtans niet op het voorplan. Ondertussen was in maart met de vonckisten afgerekend, wat gepaard was gegaan met straatgeweld en beschuldigingen van terreur. Hun propaganda nam de "zelfverklaarde hertog" nu voluit in het vizier en spaarde zijn "hertogin" allerminst. Venijnige beschuldigingen betichtten Van der Noot ervan haar te delen met zijn bondgenoot Van Eupen. Pinaut werd ervan beschuldigd dat ze officiersbrevetten en ambten verkocht en bij alle benoemingen een vinger in de pap had. Ook de overvallen op vonckisten werden haar in de schoenen geschoven.
Uiteindelijk vielen de Verenigde Nederlandse Staten in november 1790 en moest Van der Noot de wijk nemen. Ook Pinaut vluchtte met haar dochter de grens over, eerst naar Hulst en dan Breda. Kennelijk luidde dit een verwijdering in tussen het koppel. Pinaut schreef nog enkele brieven aan Van der Noot en publiceerde vanuit Rotterdam een korte advertentie om zich te verdedigen tegen lasterlijke beschuldigingen over geld graaien uit de staatskoffers. Volgens het stukje werkten Pinaut en haar dochter om in hun onderhoud te voorzien, haar dochter door portretten te schilderen. Ze ondertekende "veuve de Bellem, dite Pinaut". Ze stierf in obscuriteit op 12 oktober 1805 in Amsterdam. Een Amsterdamse akte van de burgerlijke stand getuigt van haar overlijden op die datum. Notariële aankondigingen gepubliceerd op 21 en 23 januari 1806 in de Rotterdamse Courant, op 19 mei 1807 in de Amsterdamse Courant, en op 19 mei 1807 in de Oprechte Haarlemse Courant maakten het mogelijk haar met zekerheid te traceren. In deze advertenties wordt zij namelijk Dame Therese of Theresia Pinaut genoemd, weduwe de Bellem. Haar nalatenschap werd afgewikkeld door het kantoor van notaris Teunis Janssen, wiens kantoor was gevestigd in de Heerengragt op de hoek van de Warmoesgracht te Amsterdam, tot wie de erfgenamen zich vóór eind augustus 1807 dienden te wenden. Ook moet worden geconcludeerd dat haar nalatenschap niet geheel gebrekkig was, ondanks de ontberingen waarin zij haar laatste jaren zou hebben geleefd en ondanks het feit dat zij pro Deo met de onvermoogende lijken was begraven. Zij werd begraven op het Sint Anthonis Kerkhof in Amsterdam, een begraafplaats die in de negentiende eeuw in onbruik raakte en nu grotendeels bebouwd is. In de akte van begrafenis staat dat zij aan de Keyzersgracht over de Westermarkt woonde.
Waarschijnlijk was het haar dochter Marianne die haar ertoe aanzette naar Amsterdam te verhuizen. Marianne en haar moeder hadden zich al in 1792 in Amsterdam gevestigd. In het voorjaar van dat jaar plaatste Marianne een advertentie in de Amsterdamsche courant met de mededeling dat haar werk te zien was in de Kunstschool Mogin in de Vijzelstraat en dat zij pastellessen gaf. Het was deze kunstschool met zijn nadruk op de Franse taal die haar ertoe bracht Rotterdam te verlaten voor Amsterdam, waar zij zich met haar moeder vestigde en waar zij voortaan les zou geven. Marianne is overleden in Amsterdam, in de Amstel Kerkstraet, op 17 december 1798, eenendertig jaar oud. Er bestond ooit een portret van Marianne de Bellem door de schilder Pierre De Glimes. Deze schilder had revolutionaire sympathieën en het is aan hem dat wij het prachtige portret van Hendrik van der Noot te danken hebben.

## Beeldvorming
De kleurrijke Pinaut trad op het voorplan op een moment waar partij moest worden gekozen, en dat reflecteert zich in de meningen van haar tijdgenoten. Tegenstanders gaven haar tal van spotnamen, zoals "Pompadour des Pays-Bas" en "Aspasie brabançonne", of noemden haar "La Pineau" (sic), als over een diva. In tientallen cartoons werd de draak met haar gestoken, en ook in pamfletten moest ze het ontgelden. Ondertussen voerde Robineau een hetze tegen haar. Hij publiceerde onder pseudoniem een toneelstuk waarin hij Pinaut neerzette als een omhooggevallen hoer, Histoire secrète et anecdotique de l'insurrection belgique, ou Vander-Noot (1790). Dit werd in het Nederlands nagevolgd door Spanoghe (of omgekeerd, de chronologie is niet volstrekt duidelijk). In elk geval kwam hetzelfde verwijt terug (Pinaut als Souveryne Brabantsche Hoer). Robineau bleef op dit thema variëren en bracht een soort erotische roman uit, Les masques arrachés (1791).
De conservatieve pers gaf geen tegengas en bewaarde het stilzwijgen over Pinaut. Van der Noot was dan weliswaar het populaire "vaderke Heintje" dat geen kwaad kon doen, dat wilde klaarblijkelijk niet zeggen dat zijn scherpste verdedigers, zoals de jezuïet Feller, het opportuun achtten om het openlijk op te nemen voor zijn concubine. Haar medestanders uitten zich eerder privaat, zoals de correspondent die schreef dat hij als een tulp in haar tuin wilde geplant worden zodat hij haar elke dag kon bewonderen. Van Eupen drukte tegenover Van der Noot zijn appreciatie uit dat ze tijdens zijn ziekte als een moeder voor hem had gezorgd.
In 1793, jaren nadat La Pinaut van het toneel was verdwenen, voerde Robineau haar nogmaals op in een "komedie". Ze is de maîtresse en aide-de-camp van Miranda, de Zuid-Amerikaanse generaal die de Franse troepen commandeerde bij het beleg van Maastricht, en wordt door haar rivale uitgemaakt voor "oude kalkoen".
Latere historici namen aanvankelijk het negatieve beeld over. Wauters beschouwde Pinaut als een arriviste en noemde haar dochter Marianne "de muze van die weinig poëtische tijd". Van Kalken, die de enige monografie over haar schreef, concludeerde dat Jeanne Pinaut politiek geen grote rol heeft gespeeld maar naar voren komt als een van de sympathiekste figuren in de Brabantse Omwenteling.

## Voetnoten
1. ↑  Vincent Willem, De Raad van Brabant en de Brabantse Omwenteling. Rechtshistorische analyse van het Oostenrijkse vervolgingsbeleid tegenover de opstandelingen , Masterproef, Universiteit Gent, 2015, p. 67-69. Gearchiveerd op 7 oktober 2020.
2. ↑  Robineau, een wegens pornografie afgezette pastoor uit Parijs die zowel de vonckisten als de statisten het hof maakte, beschreef Pinaut in twee lasterlijke werken onder pseudoniem (in 1790 onder het anagram Beaunoir en in 1791 als Jacques Le Sueur). Pirenne noemt deze verkoper van lasterpraat een folliculaire (cf. riooljournalist). Om ingewikkelde redenen koesterde hij haat tegen Pinaut. Het had te maken met een dispuut tussen Pinaut en een kennis van Robineau (de vrouw van Pierre-Ulric Dubuisson, bevriend met Louise-Céline Cheval, de vrouw van Robineau).
3. ↑  Een licht afwijkende versie van Franse agenten laat haar op 31 december 1732 geboren worden te Namen uit Blaise Lappineau en Javotte La Trouille: zie Eugène Hubert (red.), Correspondance des Ministres de France accrédités à Bruxelles de 1780 à 1790, 1920
4. ↑  Robineau situeert de relatie Pinaut-Quenonville een stuk vroeger, maar de vermoedelijke doopakte van Marianne, opgespoord door Van Kalken, geeft aan dat ze in 1766 geboren is: zie Frans Van Kalken, Madame de Bellem, la 'Pompadour des Pays-Bas', Brussel, Office de publicité, 1923, blz. 18
5. ↑  Het pamflet in kwestie was Lettre d'un constitutionnel de la ville de Bruxelles à S. M. l'Empereur, le 10 avril 1788
6. ↑  In die dagen hoopte men dat de Staten van Brabant alsnog de eerder afgewezen belastingen zouden stemmen.
7. ↑  Brief van Pinaut aan Van der Noot d.d. 20 januari 1790: "Ma fille vous poche tantôt un oeil, tantôt la bouche, puis le né [sic], enfin elle promène à chaque instant les doigts sur votre face. Vous m'entendez. C'est qu'elle copie votre portrait."
8. ↑  Nouvelles extraordinaires de divers endroits, LIII, 5 juli 1791
9. ↑  Oprechte Haarlemse courant, 19 mei 1807. Gearchiveerd op 10 september 2023.
10. ↑  Op 28 april 1792 verschijnt in de Amsterdamse courant (Vervolg van de Amsterdamsche courant, saturdag den 28 april, no. 51) de volgende advertentie : Mejuffrouw DE BELLEM, Schildert in Crayon en in Mignatuur; men kan dagelyks van haar Werk bezigtigen, ten Huize van den Heer J.R. MOGIN, in ‘t Kost-School, in de Vyzelstraat by de Keizersgragt, te Amsterdam; Zy offreerd ook om in het bovengemelde Les te geeven.
11. ↑  In de Noordhollandsche courant van 27 juli 1781 staat de volgende advertentie van Jacques Rudolphe Mogin : Alzoo J. R. MOGIN, ‘t Fransch en Duitsch Konst- en Kost-School van den Heer Strabbe, in de Kerkstraat, tusschen de Vyzel- en Spiegelstraaten heeft overgenoomen ; zo presenteerd den eerstgenoemde, Jonge Heeren in de Heele en Halve Kost aan te neemen, en dezelven te onderwyzen in ‘t geene strekken kan tot eenen ordeneelyke Opvoeding, als moede voor Jonge Juffrouwen in alle soorten van Handwerken.
12. ↑  Helaas schijnt dit portret verloren te zijn sinds januari 1868, toen een zekere heer Sloors, van de Koningsstraat in Sint-Joost-ten-Node, aanbood het voor 900 francs aan de Koninklijke Musea te verkopen, maar het aanbod werd afgewezen.
13. ↑  In 1790 verschenen onder meer: Conseils aux Belges ou Maximes Politiques d'un grand Pénitentier; Le Trio déconfi, ou Dialogue entre les trois membres composant le gouvernement féminithéoaristocratique; Pépin le Bref au Peuple Brabançon; Le Démocrate assailli par cent aristocrates.
14. ↑  Het pseudoniem Beaunoir is een anagram van zijn eigenlijke naam, Robineau. Onder een "vervlaamste" versie van dit anagram, Van Schön Swaartz, publiceerde hij zelfs een Italiaanse vertaling: Storia segreta ed aneddotica dell'insurrezione belgica ossia Vander-Noot. Dramma storico in cinque atti in prosa dedicato a S. M. il Re di Boemia e di Ungheria, 1791
15. ↑  La levée du siège de Maestricht. Comédie en trois actes et en prose, Maastricht, J. P. Roux, 1793
16. ↑  "Vieux dindon": zie La levée du siège de Maestricht, blz. 38
17. ↑  Alexandre Henne en Alphonse Wauters, Histoire de la ville de Bruxelles, vol. II, Brussel, 1845, blz. 321

- Library of Congress Control Number: no2009065043
- Nederlandse Thesaurus van Auteursnamen: 086394584
- Virtual International Authority File: 281497612
- WorldCat: E39PBJtMq7CfDHbhP9QpTQY773